# Бенджамін Гаррісон
Бенджамі́н Га́ррісон (англ. Benjamin Harrison; 1833–1901) — 23-й президент США (1889–1893), онук президента Вільяма Генрі Гаррісона.

## Життєпис
Здобув юридичну освіту в Цинциннаті; брав участь у громадянській війні.
У 1881 році обраний від штату Індіана до сенату. Гаррісон був суворим і чесним республіканцем, але не мав блискучих здібностей. Бувши кандидатом у президенти в 1888 році, Гаррісон висловився у своїй прокламації за протекційну митну систему та проти імміграції пролетарів, погоджуючись з принципом республіканської партії: «Америка для американців». Він набрав менше голосів виборців, ніж його опонент, чинний президент Гровер Клівленд, проте результати голосування по штатах принесли йому в Колегію виборців на 70 голосів більше, які й дали йому пост президента.
З економічного погляду президенство Гаррісона виявилося невдалим — завзята боротьба навколо митного тарифу не призвела до успішного рішення. У 1892 році програв на чергових виборах своєму попереднику Гроверу Клівленду, який повернувся в Білий дім.
Не зумівши добитись переобрання, він повернувся до приватного життя у своєму будинку в Індіанаполісі, де знову одружився, написав книгу, а потім представляв Венесуелу в міжнародній справі проти Великої Британії. У 1900 році він вирушив до Європи в рамках даної справи, і після короткого перебування, повернувся в Індіанаполіс, де й помер наступного року від ускладнень, які спричинив грип.

## Цікаві факти
- При Гаррісоні в Білому домі провели електрику, він був першим президентом, який записав свій голос на фонографі, і останнім президентом, що носив бороду під час перебування на посаді.
- Під час його президентства були утворені такі штати: Північна та Південна Дакота, Монтана, Вашингтон (1889), Айдахо та Вайомінг (1890).
- Гаррісон першим із президентів провів електрику до Білого дому, однак сам боявся нею користуватися. Гаррісон з дружиною не вмикали світло, остерігаючись удару струмом, часто лишаючи світло ввімкненим на ніч[1].